# Milan Babić
Milan Babić (alternativně srbsky Милан Бабић, česky Milan Babič; 26. února 1956, Kukar, Socialistická republika Chorvatsko, Jugoslávie – 5. března 2006, Haag) byl srbský představitel jednostranně vyhlášeného státu Republika Srbská krajina, odsouzený v červnu roku 2004 Mezinárodním trestním tribunálem pro bývalou Jugoslávii (ICTY), sídlícím v nizozemském Haagu, ke 13 létům odnětí svobody.

## Životopis
Babić se narodil roku 1956 v Chorvatské SR, tehdy to byla ještě Jugoslávie. V běžném životě byl zubař. 
Poté co Chorvatsko vyhlásilo nezávislost, se Srbové v Chorvatsku vzbouřili, a tím začala válka v Chorvatsku. Babić se následně dostal do čela státu Republika Srbská krajina. Po dlouhé válce se Chorvatům povedlo Srby porazit a Babić šel k soudu. 
Poté, co byl Babić odsouzen k nepodmíněnému trestu odnětí svobody ve výši 13 let za útlak a podílnictví na etnických čistkách, spáchal na počátku března roku 2006 v cele sebevraždu.